# Tom Kelso
Tom Kelso, właśc. Thomas Kelso (ur. 5 czerwca 1882 w Renton, zm. 29 stycznia 1974 w Helensburgh) – szkocki piłkarz występujący na pozycji obrońcy. Bratanek innego piłkarza, Boba Kelso.
Wraz z zespołem Third Lanark zdobył Puchar Szkocji (1905), a z Rangers wywalczył mistrzostwo Szkocji (1918).
W reprezentacji Szkocji wystąpił jeden raz, 28 lutego 1914 w zremisowanym 0:0 meczu British Home Championship z Walią.